# Didymocarpus
Didymocarpus é um género botânico pertencente à família Gesneriaceae.

## Sinonímia
Henckelia, Roettlera

## Espécies
Composto por 358 espécies:
Didymocarpus acuminata Didymocarpus adenocalyx Didymocarpus adenocarpus

Didymocarpus alba Didymocarpus albicaulis Didymocarpus albina

Didymocarpus albinella Didymocarpus albomarginatus Didymocarpus alternans

Didymocarpus alternifolia Didymocarpus amoena Didymocarpus anachoreta

Didymocarpus andersonii Didymocarpus angovensis Didymocarpus angustifolia

Didymocarpus anthonyanus Didymocarpus anthonyi Didymocarpus anti-rrhinoides

Didymocarpus areolatus Didymocarpus aristata Didymocarpus aromatica

Didymocarpus ascendens Didymocarpus asperifolius Didymocarpus atrosanguinea

Didymocarpus aurantiaca Didymocarpus aurea Didymocarpus aureo

Didymocarpus auricula Didymocarpus azureus Didymocarpus bakoensis

Didymocarpus balansae Didymocarpus bancana Didymocarpus barbata

Didymocarpus barbinervia Didymocarpus battamensis Didymocarpus bequaerti

Didymocarpus bhutanicus Didymocarpus bicolor Didymocarpus bicornutus

Didymocarpus bifolia Didymocarpus biserratus Didymocarpus blancoi

Didymocarpus bombycina Didymocarpus bonii Didymocarpus bracteata

Didymocarpus breviflorus Didymocarpus brevipes Didymocarpus brownii

Didymocarpus bullata Didymocarpus burkei Didymocarpus calcareus

Didymocarpus caelestis Didymocarpus campanulatus Didymocarpus caerulea

Didymocarpus castaneaefolius Didymocarpus cavaleriei Didymocarpus cinerea

Didymocarpus citrina Didymocarpus clarkei Didymocarpus codonion

Didymocarpus condorensis Didymocarpus conicapsularis Didymocarpus consobrinus

Didymocarpus corchorifolia Didymocarpus cordata Didymocarpus corneri

Didymocarpus corniculata Didymocarpus cortusifolia Didymocarpus coerulea

Didymocarpus crenata Didymocarpus crenulatus Didymocarpus crinita

Didymocarpus cristata Didymocarpus crocea Didymocarpus cruciformis

Didymocarpus curtisii Didymocarpus curvicapsa Didymocarpus cyaneus

Didymocarpus cyathiphora Didymocarpus davisonii Didymocarpus dawnii

Didymocarpus demissa Didymocarpus densifolia Didymocarpus dentata

Didymocarpus denticulatus Didymocarpus depressus Didymocarpus detergibilis

Didymocarpus dielsii Didymocarpus doryphyllus Didymocarpus eburnea

Didymocarpus elatior Didymocarpus elegans Didymocarpus elegantissima

Didymocarpus elongata Didymocarpus ericaeflora Didymocarpus esquirolii

Didymocarpus fasciata Didymocarpus fascicularis Didymocarpus fauriei

Didymocarpus filicifolia Didymocarpus fimbrisepalus Didymocarpus fischeri

Didymocarpus flava Didymocarpus flavescens Didymocarpus flavobrunnea

Didymocarpus floccosa Didymocarpus floribundus Didymocarpus follicularis

Didymocarpus fordii Didymocarpus forrestii Didymocarpus fritschii

Didymocarpus frutescens Didymocarpus gageana Didymocarpus gambleanus

Didymocarpus geitleri Didymocarpus glandulosus Didymocarpus graciliflora

Didymocarpus gracilipes Didymocarpus grandidentatus Didymocarpus grandiflor

Didymocarpus grandidentatus Didymocarpus grandiflora Didymocarpus grandifolia

Didymocarpus griffithii Didymocarpus hamosa Didymocarpus hamosus

Didymocarpus hancei Didymocarpus hedyotideus Didymocarpus helicteroides

Didymocarpus hemsleyana Didymocarpus heterophylla Didymocarpus heucherifolius

Didymocarpus hilsenbergii Didymocarpus hirsuta Didymocarpus hirta

Didymocarpus hispida Didymocarpus hookeri Didymocarpus holttumii

Didymocarpus horsfieldii Didymocarpus humboldtiana Didymocarpus humilis

Didymocarpus hwaianus Didymocarpus inaequalis Didymocarpus incana

Didymocarpus innominatus Didymocarpus insulsus Didymocarpus johannis

Didymocarpus juliae Didymocarpus kamerunensis Didymocarpus kerrii

Didymocarpus kinnearii Didymocarpus kompsoboea Didymocarpus koerperi

Didymocarpus kurzii Didymocarpus labiatus Didymocarpus lacei

Didymocarpus lacunosa Didymocarpus lanceolata Didymocarpus lancifolius

Didymocarpus lanuginosa Didymocarpus lawesii Didymocarpus laxa

Didymocarpus leiboensis Didymocarpus leiophyllus Didymocarpus leptocalyx

Didymocarpus leucanthus Didymocarpus leucocalyx Didymocarpus leucocodon

Didymocarpus lilacina Didymocarpus lineicapsa Didymocarpus lithophilus

Didymocarpus longipes Didymocarpus longipetiolata Didymocarpus longipetiolatus

Didymocarpus lyrata Didymocarpus macrocalyx Didymocarpus macrophylla

Didymocarpus macrosiphon Didymocarpus macrostachyus Didymocarpus madagascarica

Didymocarpus mairei Didymocarpus malayana Didymocarpus mannii

Didymocarpus margaritae Didymocarpus marginata Didymocarpus martini

Didymocarpus meeboldii Didymocarpus medogensis Didymocarpus megaphyllus

Didymocarpus membranacea Didymocarpus mengtze Didymocarpus mihieri

Didymocarpus minahassae Didymocarpus miniatus Didymocarpus minutus

Didymocarpus missionis Didymocarpus modesta Didymocarpus mollifolius

Didymocarpus mollis Didymocarpus mollissima Didymocarpus monophylla

Didymocarpus mortoni Didymocarpus multiflora Didymocarpus multinervius

Didymocarpus murutorum Didymocarpus myricaefolia Didymocarpus nanophyton

Didymocarpus nervosa Didymocarpus neurophylla Didymocarpus nigrescens

Didymocarpus nitidus Didymocarpus niveolanosus Didymocarpus niveus

Didymocarpus notochloena Didymocarpus oblonga Didymocarpus obtusa

Didymocarpus ophirensis Didymocarpus oreocharis Didymocarpus ovalifolia

Didymocarpus ovams Didymocarpus pallida Didymocarpus papillosus

Didymocarpus paraboea Didymocarpus paraboeoides Didymocarpus parviflora

Didymocarpus parryorum Didymocarpus paucinervia Didymocarpus pectinata

Didymocarpus pedicellata Didymocarpus perakensis Didymocarpus perdita

Didymocarpus petiolaris Didymocarpus pinnatifidus Didymocarpus platycalyx

Didymocarpus platypus Didymocarpus pleuropogon Didymocarpus plicata

Didymocarpus podocarpa Didymocarpus poilanei Didymocarpus polyantha

Didymocarpus polyanthoides Didymocarpus polycephalus Didymocarpus praeteritus

Didymocarpus primulaefolia Didymocarpus primulinus Didymocarpus primuloides

Didymocarpus producta Didymocarpus pseudomengtze Didymocarpus pteronema

Didymocarpus pubiflorus Didymocarpus pulchella Didymocarpus pulchra

Didymocarpus pumila Didymocarpus punctata Didymocarpus puncticulata

Didymocarpus punduana Didymocarpus purpurea Didymocarpus purpureo

Didymocarpus purpureo bracteata Didymocarpus pusillus Didymocarpus pygmaea

Didymocarpus pyroliflora Didymocarpus quinquevulnera Didymocarpus racemosa

Didymocarpus ramosa Didymocarpus reccarii Didymocarpus regularis

Didymocarpus reniformis Didymocarpus repens Didymocarpus reptans

Didymocarpus reticulosa Didymocarpus rexii Didymocarpus ridleyanus

Didymocarpus robinsonii Didymocarpus robusta Didymocarpus rodgeri

Didymocarpus rottleriana Didymocarpus rotundifolia Didymocarpus rubiginosus

Didymocarpus rufescens Didymocarpus rufipes Didymocarpus rugosa

Didymocarpus salicina Didymocarpus salicinoides Didymocarpus salviiflorus

Didymocarpus saxatilis Didymocarpus scabrinervia Didymocarpus schefferi

Didymocarpus schlechteriana Didymocarpus scortechinii Didymocarpus secundiflorus

Didymocarpus seguini Didymocarpus semitorta Didymocarpus serrata

Didymocarpus serratifolia Didymocarpus sericea Didymocarpus sesquifolia

Didymocarpus siamensis Didymocarpus silvarum Didymocarpus simplex

Didymocarpus sinensis Didymocarpus sinohenryi Didymocarpus sinoprimulinus

Didymocarpus soldanella Didymocarpus speciosa Didymocarpus speciosus

Didymocarpus speluncae Didymocarpus sprengelii Didymocarpus squamosa

Didymocarpus stapfii Didymocarpus stenanthos Didymocarpus stenocarpus

Didymocarpus stoloniferus Didymocarpus stolzii Didymocarpus subalternans

Didymocarpus subpalmatinervis Didymocarpus sulphurea Didymocarpus swinglei

Didymocarpus tahanicus Didymocarpus teres Didymocarpus ternata

Didymocarpus tibeticus Didymocarpus tiumanicus Didymocarpus tomentosa

Didymocarpus tonkinensis Didymocarpus traillianus Didymocarpus triflorus

Didymocarpus triplotrichus Didymocarpus tristis Didymocarpus urticaefolius

Didymocarpus urticifolius Didymocarpus vandaalenii Didymocarpus veitchiana

Didymocarpus venosus Didymocarpus venusta Didymocarpus verbenaeflos

Didymocarpus verecundus Didymocarpus verticillata Didymocarpus vestita

Didymocarpus vestitus Didymocarpus villosa Didymocarpus viola

Didymocarpus violacea Didymocarpus violascens Didymocarpus violoides

Didymocarpus virgineus Didymocarpus viscida Didymocarpus vulcanicus

Didymocarpus vulpinus Didymocarpus wattianus Didymocarpus wengeri

Didymocarpus wightii Didymocarpus winkleri Didymocarpus woodii

Didymocarpus yongii Didymocarpus yunnanensis Didymocarpus yuenlingensis

Didymocarpus zeylanica Didymocarpus zhenkangensis Didymocarpus zhufengensis

Didymocarpus zollingeri